# Leen Dierick
Leen Dierick (Dendermonde, 2 mei 1978) is een Belgisch politica voor CD&V.

## Levensloop
Leen Dierick studeerde in 2001 af als handelsingenieur aan de EHSAL Hogeschool in Brussel en bekleedde daarna tussen 2002 en 2007 verschillende functies binnen de tapijtenfabriek DOMO.
In navolging van haar grootvader en vader Maurits Dierick, van 1986 tot 1994 burgemeester in Dendermonde, werd ze actief in de CVP- en daarna de CD&V-afdeling in Dendermonde. In oktober 2000 werd ze er op 22-jarige leeftijd verkozen tot gemeenteraadslid. Van 2001 tot 2006 was ze er schepen van Jeugd, Informatica, Informatie, Landbouw, Polders en Ontwikkelingssamenwerking. Van 2007 tot 2018 was ze eerste schepen met de bevoegdheden Openbare Werken, Waterbeleid, Begraafplaatsen, Autopark, Nutsvoorzieningen, Gemeentelijke Eigendommen, Jaarmarkten, Informatica en Informatie. Ze bleef eerste schepen na de gemeenteraadsverkiezingen van 2018 en was van begin 2019 tot eind 2023 bevoegd voor openbare werken, openbare gebouwen en openbaar groen, autopark, topografie, nutsvoorzieningen, straatmeubilair, wegen en waterlopen, jaarmarkten, energie en klimaat, communicatie en inspraak. Sinds januari 2024 is Dierick burgemeester van de stad, in deze functie volgde ze haar partijgenoot Piet Buyse op. Na de gemeenteraadsverkiezingen van oktober 2024 kon ze haar mandaat verlengen.
In 2003 nam Dierick voor de eerste keer deel aan de federale verkiezingen, als tweede opvolger op de CD&V-lijst in de kieskring Oost-Vlaanderen. In juni 2007 werd ze vanop de vijfde plaats van de lijst verkozen in de Kamer van volksvertegenwoordigers, met een score van 22.034 voorkeurstemmen. In juni 2010 werd Dierick vanop de tweede plaats van de lijst herkozen, met 22.499 voorkeurstemmen. Ze bekleedde opnieuw de tweede plaats bij de verkiezingen van mei 2014 en die van mei 2019 en werd daarbij telkens herkozen, met respectievelijk 24.185 en 18.553 voorkeurstemmen. Als Kamerlid werd ze actief op de domeinen economie, consumentenbescherming, energie en landbouw. Bij de verkiezingen van juni 2024 stelde Dierick zich geen kandidaat meer voor een nieuwe termijn als federaal parlementslid, om zich toe te leggen op het burgemeesterschap.
Dierick bekleedt tevens verschillende bestuursmandaten, sinds februari 2018 bij KVLV/Ferm, sinds mei 2022 bij Fluxys en sinds juni 2024 bij netwerkoperator ASTRID.

## Privé
Dierick woont in de Dendermondse deelgemeente Grembergen, is gehuwd en moeder van twee kinderen.

## Eretekens
- Ridder in de Leopoldsorde